# Чубук-1 (гребля)
40°00′12″ пн. ш. 32°55′50″ сх. д. / 40.00322° пн. ш. 32.93058° сх. д.
Гребля Чубук-1 (тур. Çubuk-1 Barajı) — бетонна гравітаційна гребля на потоці Чубук, біля селища Чубук, провінція Анкара, Туреччина, вниз за течею від греблі Чубук-2. Розташована за 12 км на північ від центру міста Анкара, була побудована, для запобігання повеней та водопостачання Анкари. Будівництво тривало 1930-1936 рр; будівництвом керував французький інженер Aubin Eyraud. Кошторисна вартість робіт — 2.32 мільйони турецьких лір
Гребля є списку п'ятдесяти технічних звершень країни
Гребля має 25 м заввишки, 900 м завдовжки. При будівництві було використано 120000 м³ бетону. Утворює водосховище Гельбаши, що на 1936 рік (до замулювання) мало об'єм 1200 м³ і площу дзеркала 1 км². Дзеркало води при повному наповненні знаходиться на відмітці 906.25 м над р.м. Належить Турецьким державним гідротехнічним спорудам (тур. Devlet Su İşleri Genel Müdürlüğü). На початок ХХІ століття використовується в рекреаційних цілях.